# Шпак, Фёдор Максимович
Фёдор Максимович Шпак (1903—1964) — советский инженер, один из первых кавалеров ордена Ленина (17.08.1933).
Работал на авиастроительном Заводе № 22 имени десятилетия Октября (Фили): зам. главного инженера, начальник производства.
За «ударную и исключительно энергичную работу по выпуску, сборке, испытанию и сдаче самолетов» награждён орденом Ленина (17.08.1933).
В 1937 году арестован по доносу. С 1938 года работал в ЦКБ-29 НКВД («Туполевская шарашка»), начальник аэродромного цеха.
Постановлением Президиума Верховного Совета СССР 19 июля 1941 года в составе группы из 24 человек освобождён со снятием судимости и восстановлением в правах. Эвакуирован в Омск на завод № 166 (сейчас — Производственное объединение «Полёт»).
После войны снова работал на заводе в Филях (Машиностроительный завод им. М. В. Хруничева).
С 1956 года на пенсии по инвалидности. С 1957 года вёл занятия с детьми в техническом клубе, созданном при заводском Дворце культуры.